# Hans Brunow (Politiker)
Hans Brunow (* 19. September 1894 in Berlin; † 16. Februar 1971 in Bremen) war ein deutscher Politiker (DNVP) in der Endphase der Weimarer Republik und nach dem Zweiten Weltkrieg Oberkreisdirektor des Landkreises Grafschaft Diepholz.

## Leben
Nach dem Besuch des Leibniz-Gymnasiums in Berlin studierte Brunow von 1913 bis 1914 Rechtswissenschaft in Genf und Berlin. Nachdem er von 1914 bis 1920, während des Ersten Weltkriegs und in der Nachkriegszeit, als Offizier dem deutschen Heer angehört hatte, nahm er sein Studium 1920 wieder auf. Noch im selben Jahr promovierte er mit einer staatswissenschaftlichen Arbeit zum Dr. rer. pol. Ferner führte er den Titel eines Dr. jur., wobei unklar bleibt, ob er diesen in Kopplung mit dem zuerst genannten Titel oder gesondert von diesem erwarb (es ist nur eine Dissertation auffindbar).
Von 1920 bis 1939 arbeitete Brunow als Kursmaklerstellvertreter und Kursmakler an der Berliner Börse. Er nahm am Zweiten Weltkrieg als Offizier teil. Brunow war zweimal verheiratet und hatte vier Kinder, jeweils eine Tochter und einen Sohn sowohl aus seiner ersten Ehe, die geschieden wurde, als auch aus der 1930 geschlossenen Ehe mit seiner zweiten Frau Gertrud, geb. Groß (1904–1999), mit der er bis zu seinem Tode verheiratet blieb.
Politisch betätigte Brunow sich während der Weimarer Republik in der Deutschnationalen Volkspartei (DNVP), für die er am 22. Dezember 1932 auf Reichswahlvorschlag für die verstorbene Anna Therese Rawengel in den Reichstag nachrückte, dem er bis zur Reichstagswahl vom März 1933 angehörte.
Von 1946 bis 1959 war Hans Brunow Oberkreisdirektor (d. h. Hauptverwaltungsbeamter, entsprechend dem heutigen Landrat) des damaligen Landkreises Grafschaft Diepholz. Er engagierte sich in der Nachkriegszeit in der Deutschen Partei und wurde nach deren Zusammenschluss mit dem GB/BHE Mitglied des Fusionsproduktes Gesamtdeutsche Partei.
Brunow war, zunächst als aktiver Sportler und später als Funktionär, dem Rudersport verbunden. 1920 gewann er die deutsche Hochschulmeisterschaft im Einer. In den 1930er Jahren war er zeitweilig 1. Vorsitzender des Berliner Ruder-Clubs (von 1933 bis 1936) und Vorstandsmitglied des Berliner Regatta-Vereins.

## Schriften
- Staat und Selbstverwaltung im Zusammenhang mit den neuen verfassungsrechtlichen Grundlagen, s. l. 1920. (Dissertation, 2. Auflage)